# 언더커버 (예능)
《언더커버》는 2025년 1월 12일부터 ENA에서 방송되고 있는 커버 인플루언서 서바이벌 프로그램이다.

## 같이 보기
- 싱크로유